# Comté de Jefferson (Mississippi)
Pour les articles homonymes, voir Comté de Jefferson.
Le comté de Jefferson est situé dans l’État du Mississippi, aux États-Unis. Il comptait 9 740 habitants en 2000. Son siège est Fayette.